# Síly rychlé reakce NATO
Síly rychlé reakce NATO (anglicky NATO Response Force – NRF) jsou speciální mnohonárodní jednotky, složené z pozemních, námořních a vzdušných sil, které slouží NATO. V případě nutnosti jsou schopné okamžitě zasáhnout kdekoli na světě. Tyto jednotky mohou vykonávat různé druhy vojenských misí, dále úkoly civilní ochrany nebo mírových operací.
Síly rychlé reakce mají od NATO oprávnění k vykonávání širokého spektra úkolů včetně schopnosti okamžité odezvy při provádění kolektivní obrany členů aliance v případě operace podle článku 5.

## Historie
Koncepce NRF coby sil schopných vysoce profesionální a rychlé reakce pro podporu misí NATO podle aktuální potřeby byla poprvé představena na Pražském summitu NATO v roce 2002. Poté byla schválena na zasedání ministrů obrany států NATO v červnu 2003. V říjnu téhož roku vzniklo v Itálii první operační velitelství podřízené operačnímu velitelství společných sil NATO v nizozemském Brunssumu označenému NRF 1, po první rotaci vojsk bylo v roce 2004 v Portugalsku vytvořeno operační velitelství společných sil NRF 2. V červnu 2022 bylo oznámeno, že v reakci na Ruskou invazi na Ukrajinu bude velikost NRF navýšena na 300 000 vojáků 
Pravidelná šestiměsíční rotace pozemních vojsk NRF, nutná pro udržení vysoké pohotovosti jednotek, vyžaduje, aby jednotky účastnických států dostály požadovaným standardům společných obranných a expedičních operací. Jelikož jsou tyto požadavky značně vysoké, předchází zařazení do NRF šestiměsíční výcvikový program NATO, jehož cílem je začlenit a sjednotit rozdílné národní kontingenty. Tyto jednotky obvykle procházejí v rámci svých mateřských armád přípravným výcvikem v trvání 6 až 18 měsíců. Jakmile jsou aktivovány, průzkumné týmy se rozmístí během 5 dní. To je první z řady fází, jež vedou k rozvinutí celého společného operačního velitelství úkolového uskupení a sil okamžité reakce během 30 dní.

## Složení NRF

### Složka pozemních sil
Tvoří ji bojové a podpůrné jednotky. Měla by obsahovat asi polovinu vojáků vyčleněných pro NRF. Bojová část složky má sílu brigády, zbytek tvoří podpůrné jednotky (protivzdušná obrana, vojenská policie, logistika, komunikace, zdravotníci atd.)

### Složka námořních sil
Je tvořena jednotkou až do velikost úkolového uskupení (task force). Zahrnuje letadlovou loď, ponorky nebo transportní lodě.

### Složka vzdušných sil
Plní řadu úkolů obranných, útočných, průzkumných a dopravních. Měla by ji tvořit asi čtvrtina vojáků vyčleněných pro NRF. Dokáže uskutečnit až 200 bojových letů denně.

## Úkoly
- Zajištění operací krizového řízení
- Schopnost okamžitého nasazení jako předvoj zajišťující podmínky pro nasazení mnohem větší vojenské síly
- Podpora operací k udržení míru
- Zajišťování pomoci při katastrofách
- Ochrana kritické infrastruktury

## Uspořádání
NRF más tři základní složky:
- velitelskou a kontrolní
- síly okamžité reakce
- záložní

### Velitelská a kontrolní složka
Je založena na mobilním velitelství společných sil. Vrchni velitel NATO v Evropě (SACEUR) je též vrchním strategickým velitelem NRF. Dvě velitelství společných sil NATO se sídlem v nizozemském Brunssumu a v italské Neapoli se v ročních intervalech střídají ve velení NRF.

### Síly okamžité reakce (IRF)
Úkolem složky sil okamžité reakce je poskytovat počáteční odezvu na krize. Jako samostatná síla funguje pouze při nejmenších operacích. Je-li zapotřebí dalších pozemních, námořních či leteckých kapacit, přichází na řadu záložní složka.

### Záložní složka (RFP)
Sestává ze širokého spektra vojenských kapacit potřebných pro funkci velitelských a kontrolních, bojových a podpůrných jednotek. Záložní složka nemá pevně určenou velikost, Síly, jež do ní přispívají, pocházejí z mnohem širší základny aliančních či partnerských národních mobilních sil.

## Síly velmi rychlé reakce NATO (VJTF)
Na summitu NATO ve Walesu v roce 2014 se hlavy vlád a států členských zemí dohodly na vytvoření sil velmi rychlé reakce NATO (Very High Readiness Joint Task Force). Jedná se o takzvané hrotové síly schopné reagovat v případě ohrožení či napadení některé ze spojeneckých zemí v řádu hodin až několika málo dní. Tvoří je brigáda pozemního vojska o síle asi 5000 mužů, která je podporována leteckými, námořními a speciálními silami. V případě vážné krize podpoří VJTF další dvě pozemní brigády jako rychlá posila. Podobně jako je tomu u NRF, mají i síly velmi rychlé reakce zajišťovat, bude-li třeba, rychlou a vysoce profesionální reakci. Také tyto jednotky mohou kromě poskytování okamžité reakce pro zabezpečení kolektivní obrany členů Aliance podle článku 5 vykonávat širokou škálu úkolů, jako jsou zajišťování operací krizového řízení, příprava podmínek pro nasazení dalších jednotek, podpora mírových operací i zajišťování pomoci při katastrofách a ochraně důležitých infrastruktur.
Síly velmi rychlé reakce NATO budou mít celkem asi 30 000 vojáků.

## Nasazení
Do ledna 2015 byly jednotky přidělené k NRF nasazeny při následujících příležitostech:
- Letní olympijské hry 2004 v Athénách;
- prezidentské volby v Afghánistánu v roce 2004;
- humanitární pomoc po hurikánu Katrina v roce 2005;
- humanitární pomoc po zemětřesení v Pákistánu v roce 2006.

## Účast nečlenských zemí NATO
K silám rychlé reakce NATO se v letech 2008 a 2013 přidaly i partneři-nečlenové NATO, Finsko a Švédsko. Ukrajina a Gruzie začaly přispívat v roce 2014 a 2015.